# 水口站 (日本)

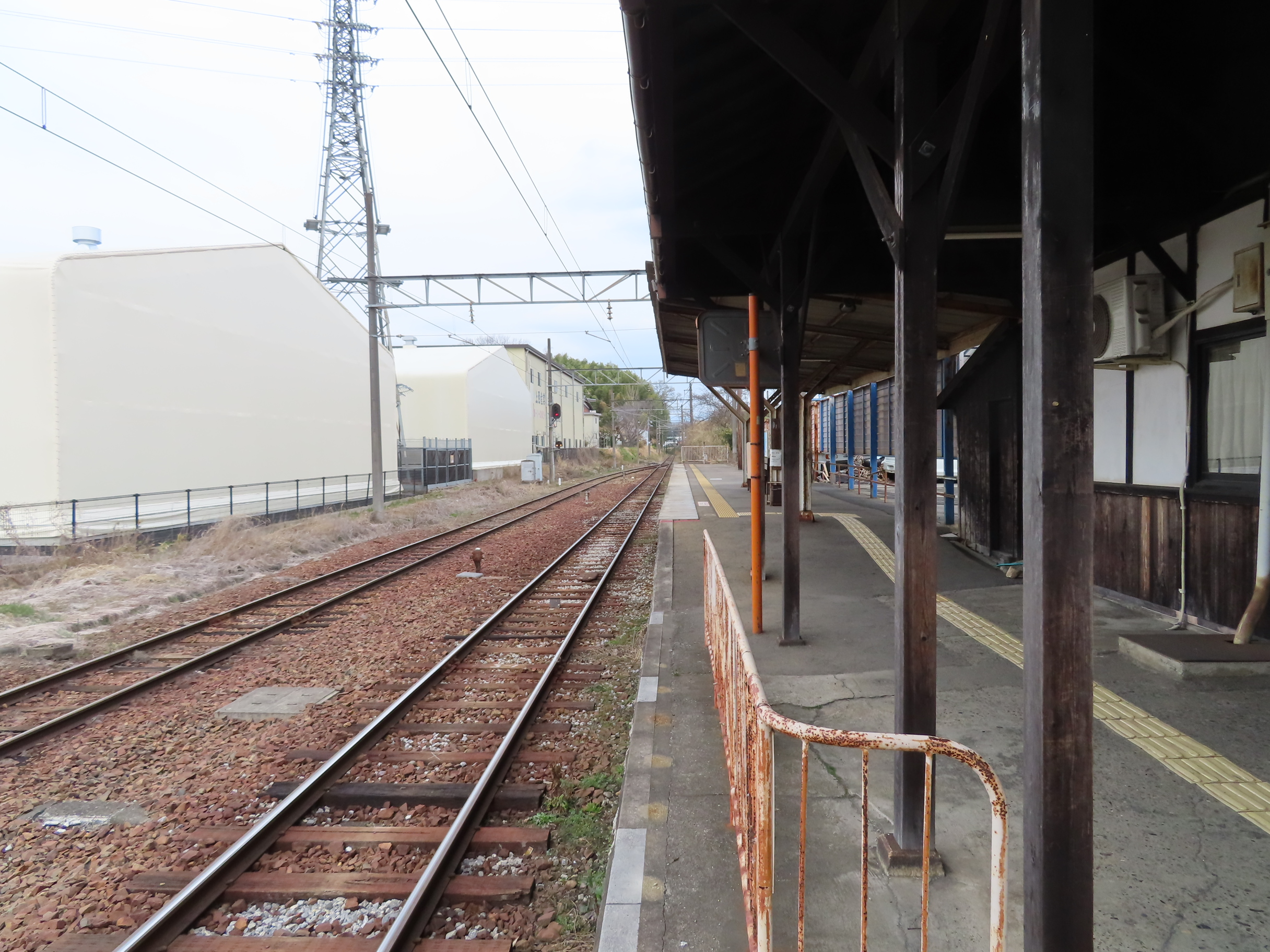
月台(2022年3月)

水口站（日语：／ Minakuchi eki */?）是位於滋賀縣甲賀市水口町新町，近江鐵道本線的車站。車站編號為OR34。
車站位於市區北邊。後來於市區附近開設水口石橋站和水口城南站。

## 歷史
- 1900年（明治33年）12月28日 - 車站啟用。

## 車站構造
車站是一座地面車站，設有2面2線的相對式月台（千鳥式月台）。兩月台之間設有站內平交道。平日早上（7:20～8:50）為有人車站。車站大樓位於貴生川方向月台旁。
在2015年3月16日前設有區間列車班次行走於此站至貴生川站之間。因此此站沒有折返設備，上行（八日市方向）列車離站時，司機聯繫指揮中心後，所以進入下行月台。

## 使用狀況
以下為近年一日平均乘車人次列表
| 年度   | 一日平均 乘車人次 |
| ------ | ----------------- |
| 2006年 | 315               |
| 2007年 | 334               |
| 2008年 | 366               |
| 2009年 | 378               |
| 2010年 | 392               |
| 2011年 | 416               |
| 2012年 | 389               |
| 2013年 | 381               |
| 2014年 | 395               |
| 2015年 | 397               |
| 2016年 | 378               |

## 車站周邊
- 國道307號（日语：国道307号）
- 舊國道1號
- 關西未來銀行（日语：関西みらい銀行）水口分店
- 滋賀縣立水口東中學·高等學校（日语：滋賀県立水口東中学校・高等学校）
- 甲賀市立城山中學（日语：甲賀市立城山中学校）
- 甲賀市立水口小學
- AL.PLAZA水口
- 公立甲賀醫院（日语：公立甲賀病院） - 步行約15分鐘（1.5公里）
- 水口岡山城（日语：水口岡山城）

## 巴士路線
| 乘車處 | 乘車處             | 系統                                     | 主要途經                                 | 目的地         | 巴士公司       | 備註 |
| ------ | ------------------ | ---------------------------------------- | ---------------------------------------- | -------------- | -------------- | ---- |
| 水口站 |                    | 八田路線 和野、中畑路線                  | 平野、甲賀醫院、甲賀市水口分所、川田神社 | 貴生川站       | 甲賀市社區巴士 |      |
| 水口站 | 八田路線           | 綾野、甲賀醫院、甲賀市水口分所、川田神社 | 貴生川站                                 | 甲賀市社區巴士 |                |      |
| 水口站 | 土山本線           | 綾野、甲賀醫院、看護學校                 | 貴生川站北出口                           | 甲賀市社區巴士 | 早上運行       |      |
| 水口站 | 三雲站、市政廳路線 | 綾野、東泉                               | 三雲站                                   | 甲賀市社區巴士 |                |      |
| 水口站 | 八田路線           | 水口台南出口、櫻丘、八田                 | 下田                                     | 甲賀市社區巴士 |                |      |
| 水口站 | 和野、中畑路線     | 水口東高校、縣道岩上                     | 和野                                     | 甲賀市社區巴士 | 每日1班        |      |
| 水口站 | 和野、中畑路線     | 水口東高校、西瀨、縣道岩上               | 和野                                     | 甲賀市社區巴士 |                |      |
| 水口站 | 和野、中畑路線     | 水口東高校、中畑、縣道岩上               | 和野                                     | 甲賀市社區巴士 |                |      |
| 水口站 | 土山本線           | 水口東高校、縣道岩上、近江土山、田村神社 | 若宮神社                                 | 甲賀市社區巴士 | 黃昏至晚上行走 |      |
| 水口站 | 三雲站、市役所路線 |                                          | 水口東高校                               | 甲賀市社區巴士 | 平日1班        |      |

## 相鄰車站
近江鐵道
■本線（水口·蒲生野線）
水口松尾（OR33）－水口（OR34）－水口石橋（OR35）

## 注腳
1. ↑  甲賀市統計書

## 外部連結
- 水口站 （页面存档备份，存于）（日語）（各站資訊）- 近江鐵道